# Elatostema multinervium
Elatostema multinervium là loài thực vật có hoa trong họ Tầm ma. Loài này được (Merr.) H.Schroet. mô tả khoa học đầu tiên năm 1935.